# Відьма (притока Сейму)
Відьма — річка в Росії, у Глушковському районі Курської області. Ліва притока Сейму (басейн Дніпра).

## Опис
Довжина річки приблизно 24,4 км.

## Розташування
Бере початок у селі Новий Путь. Тече переважно на північний захід через Вольфино і на південно-східній стороні від села Гірки впадає у річку Сейм, ліву притоку Десни.
Населені пункти вздовж берегової смуги: Калиніна, Понкратовка, Тяжино, Заболотовка.
Притоки: Волфа (ліва).